# Žirovnica (Batočina)
Pour les articles homonymes, voir Žirovnica.
Žirovnica (en serbe cyrillique : Жировница) est un village de Serbie situé dans la municipalité de Batočina, district de Šumadija. Au recensement de 2011, il comptait 742 habitants.

## Tourisme

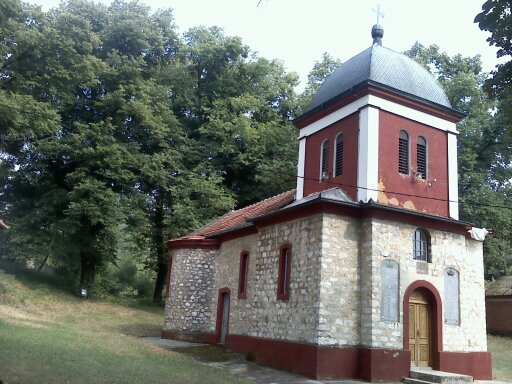
L'église Sainte-Anne de Žirovnica

## Démographie
| 1948  | 1953  | 1961  | 1971  | 1981  | 1991 | 2002 | 2011 |
| ----- | ----- | ----- | ----- | ----- | ---- | ---- | ---- |
| 1 216 | 1 216 | 1 188 | 1 055 | 1 078 | 974  | 830  | 742  |

|  |